# Andrzej Mirecki
Andrzej Mirecki (ur. 9 lipca 1932 w Warszawie, zm. 1 marca 2025) – polski aktor teatralny, filmowy i telewizyjny.

## Życiorys
W 1959 ukończył studia na Wydziale Estradowym Państwowej Wyższej Szkoły Teatralnej w Warszawie. Zadebiutował 16 lipca 1959 na deskach Teatru Ateneum w Warszawie rolą Weneda, w spektaklu Lilla Weneda Juliusza Słowackiego w reż. Jana Kulczyńskiego.
Występował na scenach Teatru Ateneum w Warszawie (1959), Teatru im. Stefana Jaracza w Olsztynie (1962–1964) i Teatru Komedia w Warszawie (1966–1979).
Występował również w Teatrze Telewizji, m.in. w spektaklach: Fantazy Juliusza Słowackiego w reż. Jerzego Antczaka (1965), Misterium niedzielne Tadeusza Gajcy w reż. Krystyny Sznerr (1971), Kurka wodna Witkacego w reż. Tadeusza Minca (1971), Maskaradzie Michaiła Lermontowa w reż. Konstantyna Ciciszwili (1973) oraz w Napadzie Janusza Dymka i Feliksa Falka (1975).
Zagrał również w telewizyjnej "Kobrze", kreując postać partyzanta "Franka" w cyklu Stawka większa niż życie w reż. Andrzeja Konica (odc. 3. W pułapce, odc. 4. E-19 działa i odc. 5. Kryptonim Edyta).

## Filmografia (wybór)
- Gniewko, syn rybaka (serial telewizyjny, 1969–1970) (odc. 2. Znak Orła)
- Pierścień księżnej Anny (1970)
- Wielka miłość Balzaka (serial telewizyjny, 1973)
- Koncert (1974)
- Polskie drogi (serial telewizyjny, 1977) – partyzant GL (odc. 9. Do broni)
- Biały mazur (1978)
- Życie na gorąco (serial telewizyjny, 1978) (odc. 6. Tupanaca)
- Sekret Enigmy (1979) – Adolf Hitler, także aktor w lokalu parodiujący Hitlera
- Tajemnica Enigmy (serial telewizyjny, 1979) – aktor w lokalu parodiujący Hitlera (odc. 1. Marsz w historię) oraz Adolf Hitler (odc. 2. Zaproszenie do Warszawy)
- Ciosy (1980)

## Odznaczenia i nagrody
- Złoty Krzyż Zasługi (1978)
- Srebrny Krzyż Zasługi (1970)